# Philippe de Champaigne
Philippe de Champaigne (Bruxelles, 26 maggio 1602 – Parigi, 12 agosto 1674) è stato un pittore francese.

## Biografia
Nato a Bruxelles, si stabilì definitivamente a Parigi nel 1621. Allievo dei pittori Jean Bouillon e Michel de Bordeaux (dal 1621), si formò assieme a Jacques Fouquières ed a Nicolas Poussin, ai quali rimase sempre legato da profonda amicizia. Ebbe come allievo suo nipote Jean-Baptiste de Champaigne, che lo raggiunse a Parigi da Bruxelles nel 1643 e con lui lavorò alle decorazioni di vari appartamenti reali.
Già nei primi anni di carriera abbandonò sia le prime tendenze barocche, frutto della prima educazione artistica, sia le influenze del Rubens, per orientarsi verso uno stile, un colore e un impianto figurativo più misurato.
Nel 1628 entrò a servizio della regina madre Maria de' Medici, che gli affidò la decorazione pittorica del Palazzo del Lussemburgo: a corte ebbe modo di far apprezzare la sua opera al cardinale Richelieu, di cui divenne l'artista preferito e che gli affidò decorazioni nella sua residenza privata e nella sede della Sorbona, e a Luigi XIII, per il quale eseguì diversi dipinti; realizzò anche sei tele per i carmelitani di Faubourg Saint-Jacques a Parigi.

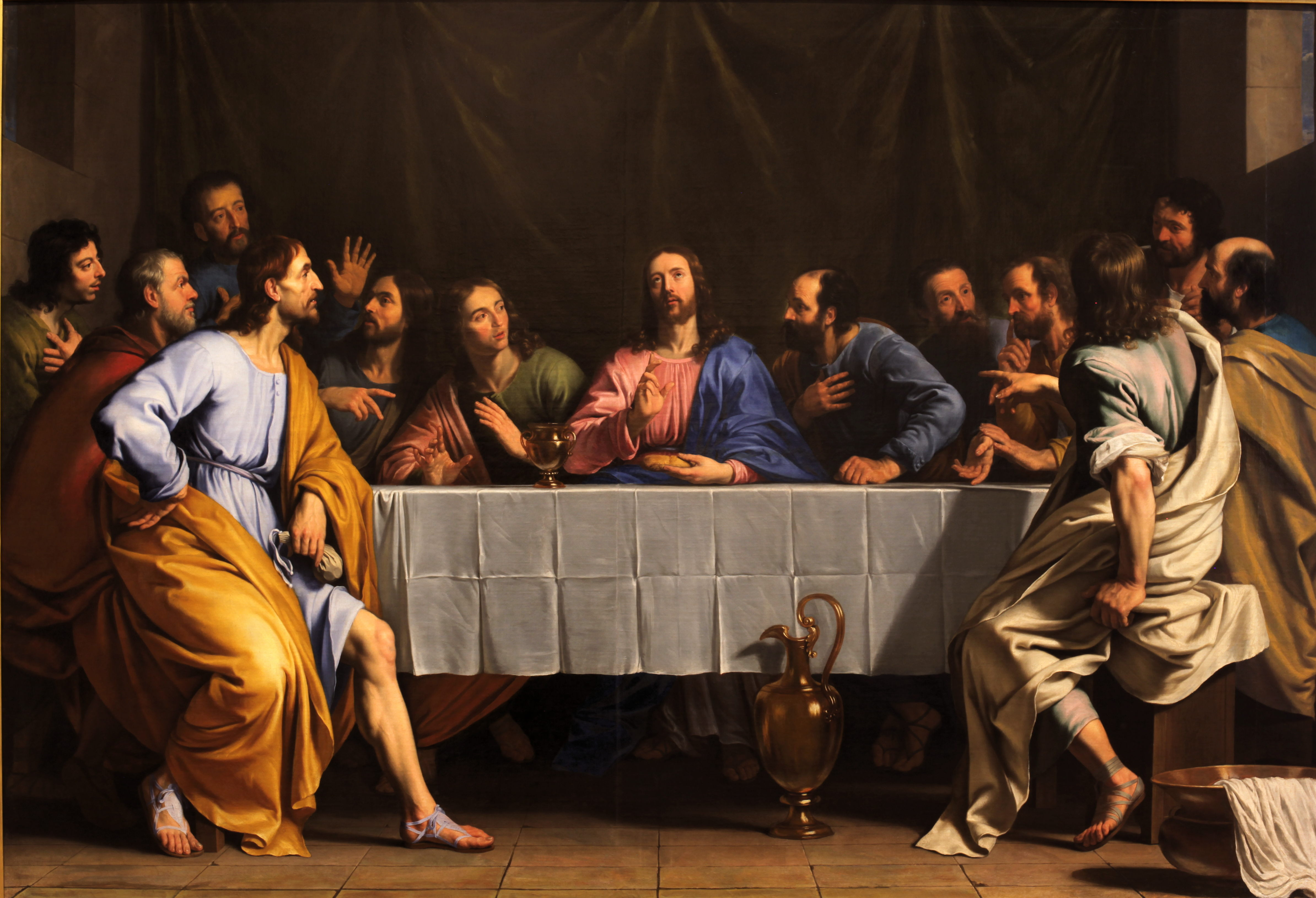
L'ultima cena, Lione, Musée des Beaux-Arts

In queste opere, Champaigne sviluppò la sua proverbiale semplificazione rigorosa, caratterizzata da un ordinato naturalismo, da una fissità ieratica dei personaggi e da una prospettiva quasi frontale dei visi.
Dopo la prematura perdita della moglie e di alcuni dei suoi figli si volse maggiormente alla religione ed iniziò a frequentare gli ambienti giansenisti. Divenne il pittore di Port-Royal, dove si era anche ritirata l'ultima sua figlia che, in occasione della sua miracolosa guarigione, egli rappresentò assieme alla Madre Superiora Agnès Arnauld nel quadro Ex voto (1662), ritenuto il suo capolavoro (Musée du Louvre).
I suoi contatti religiosi inasprirono ulteriormente l'immobilità formale e la severità della rappresentazione a scapito della suggestione emotiva.
Realizzò numerose composizioni a carattere sacro (il Cristo morto del Louvre, la Maddalena penitente di Rennes, L'Assunzione di Marsiglia), La Beata Isabella di Francia, nel coro della chiesa di Notre-Dame-de-Bonne-Nouvelle a Parigi, ma soprattutto degli eccezionali ritratti (Luigi XIII, Richelieu, Gli scabini di Parigi, nonché varie personalità dell'ambiente giansenista, come l'abate di Saint-Cyran, madre Agnese ed Antoine Arnauld ed esponenti della borghesia parlamentare, quali Jean-Jacques de Mesmes e Guillame I de Lamoignon).
Morì nel 1674 e fu sepolto nel vecchio Cimitero di Saint-Gervais.

## Galleria d'immagini

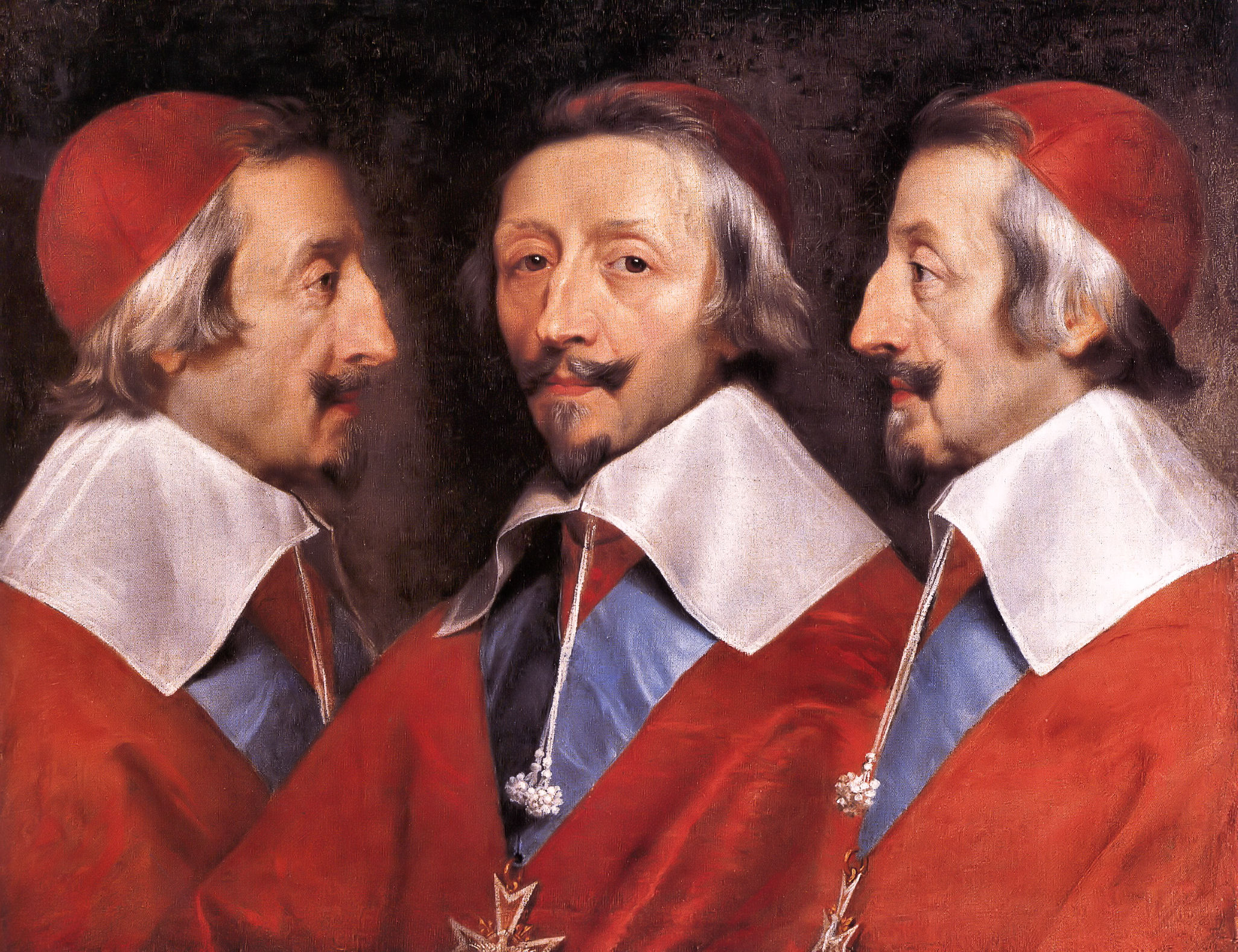
Triplo ritratto del Cardinale Richelieu
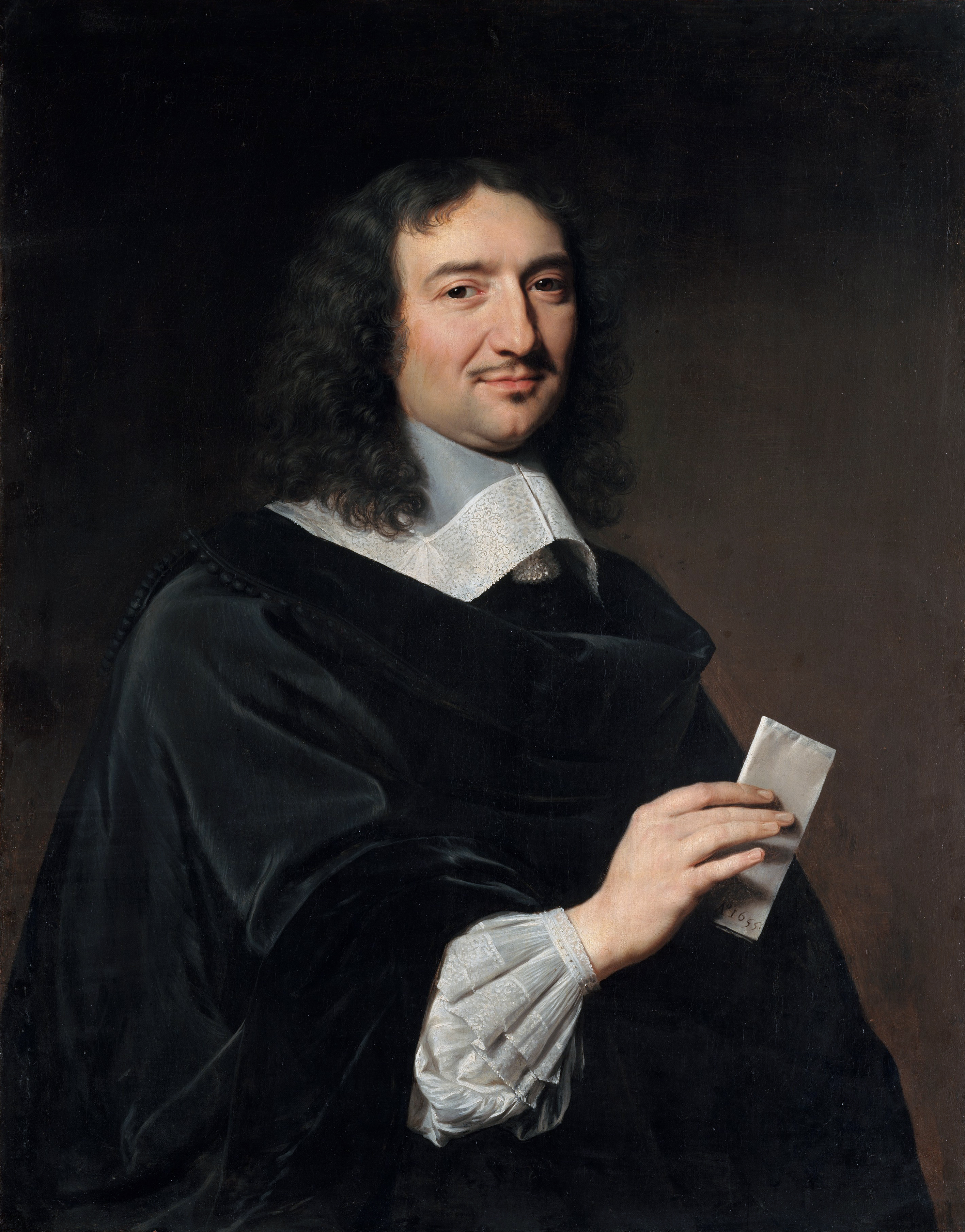
Ritratto di Jean-Baptiste Colbert
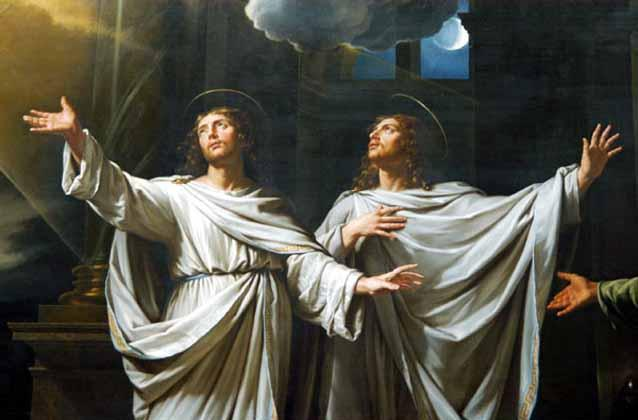
I santi Gervasio e Protasio
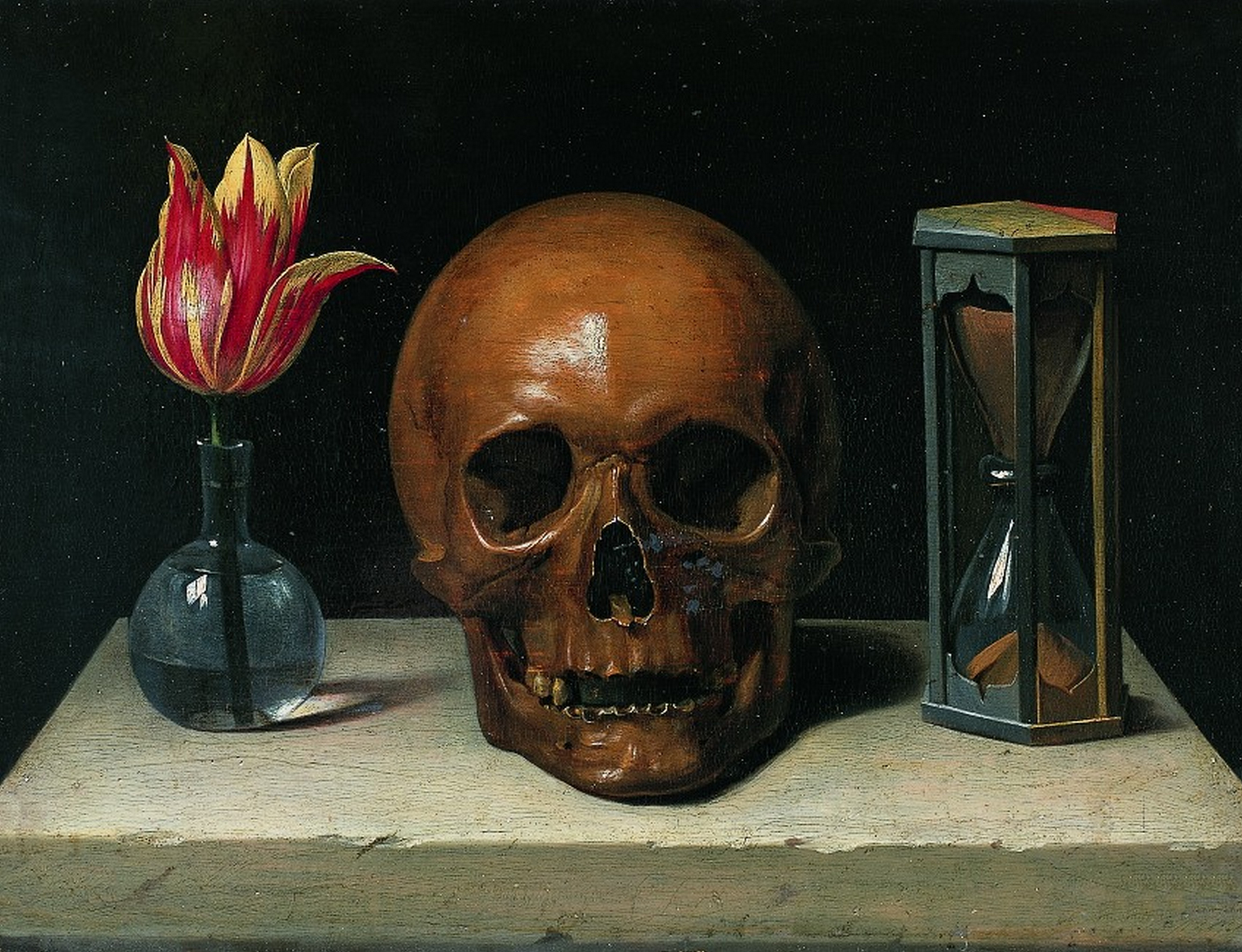
Natura morta con teschio